# Susan Kreller
Susan Kreller (* 1977 in Plauen) ist eine deutsche Schriftstellerin, Journalistin und Literaturwissenschaftlerin.

## Leben und Werk
Susan Kreller studierte Germanistik und Anglistik und promovierte über deutschsprachige Übersetzungen englischsprachiger Kinderlyrik. Einer breiteren Öffentlichkeit wurde sie 2012 mit dem Jugendbuch Elefanten sieht man nicht bekannt. Das Buch wurde u. a. in der FAZ positiv rezensiert. Es stand auf der Auswahlliste zum Deutschen Jugendliteraturpreis 2013. Der von Kreller herausgegebene Gedichtband Der beste Tag aller Zeiten wurde für den Deutschen Jugendliteraturpreis 2014 nominiert.
Auch Krellers Pubertätsroman Schneeriese schaffte es auf die Auswahlliste für den Deutschen Literaturpreis und gewann den Preis am 16. Oktober 2015 in der Sparte Jugendbuch. In ihrem Roman Elektrische Fische von 2019 sind Anspielungen auf die späte DDR- und in die Wendezeit zu finden, die Kreller in der vogtländischen Stadt Plauen erlebt hat.
Nachdem sie zuvor zwölf Jahre lang in Bielefeld gewohnt hat, lebt und arbeitet Susan Kreller seit 2020 in Berlin.

## Auszeichnungen
- Literaturpreis Prenzlauer Berg 2003
- Moerser Literaturpreis 2008
- Finalistin des open mike der Literaturwerkstatt Berlin 2010[9]
- Kranichsteiner Jugendliteratur-Stipendium[10]
- Hansjörg-Martin-Preis 2013
- Silberne Feder 2013
- Förderpreis der Gesellschaft zur Förderung der westfälischen Kulturarbeit 2014 in der Sparte Literatur[11]
- Deutscher Jugendliteraturpreis 2015 für Schneeriese[12]
- Luchs des Monats Januar 2020 für Elektrische Fische[13]
- Katholischer Kinder- und Jugendbuchpreis 2020 für Elektrische Fische[14]
- Friedrich-Gerstäcker-Preis 2020 für Elektrische Fische[15]

## Werke
- Englischsprachige Kinderlyrik. Deutsche Übersetzungen im 20. Jahrhundert. Peter Lang, Frankfurt am Main 2007, ISBN 978-3-631-56544-5.
- Elefanten sieht man nicht. Carlsen Verlag, Hamburg 2012, ISBN 978-3-551-58246-1.
- Der beste Tag aller Zeiten. Carlsen Verlag, Hamburg 2012, ISBN 978-3-551-58293-5.
- Schneeriese. Carlsen Verlag, Hamburg 2015, ISBN 978-3-551-58318-5.
- Schlinkepütz, das Monster mit Verspätung. Ill. von Sabine Büchner. Carlsen, Hamburg 2016, ISBN 978-3-551-55679-0.
- Pirasol. Berlin Verlag, München 2017, ISBN 978-3-8270-7925-1.
- Elektrische Fische. Carlsen Verlag, Hamburg 2019, ISBN 978-3-551-58404-5.
- Hannas Regen. Carlsen Verlag, Hamburg 2022.
- Salzruh. Schöffling & Co. Verlagsbuchhandlung, Frankfurt 2023, ISBN 978-3-89561-029-5.
- Das Herz von Kamp-Cornell. Carlsen Verlag, Hamburg 2025, ISBN 978-3-551-58546-2.